# Milton William Cooper
Milton William Cooper (Long Beach, 6 maggio 1943 – Eagar, 5 novembre 2001) è stato un conduttore radiofonico e scrittore statunitense.
Nei suoi anni di attività si è fatto riconoscere per il suo sostegno a diverse teorie del complotto, tra cui la presenza di vita extraterrestre e la teoria secondo la quale l'AIDS sarebbe stato creato dall'uomo per colpire le minoranze etniche come gli ispanici, i neri e gli omosessuali e che una cura fosse già stata fatta prima che venisse attuata.

## Biografia
Della sua vita si sa ben poco. Secondo le sue stesse affermazioni, Cooper avrebbe prestato servizio nella marina militare statunitense, e nell'aeronautica militare prima e nell'Intelligence navale poi fino alle sue dimissioni nel 1975. Ha poi frequentato un college junior in California e ha lavorato per diverse scuole tecniche e professionali prima di far conoscere le sue teorie della cospirazione, a partire dal 1988. Cooper ha ampliato le speculazioni dei precedenti cospirazionisti incorporando il coinvolgimento del governo con gli extraterrestri come tema centrale. 
A partire dal 1992 condusse un programma radiofonico intitolato The Hour of the Time, che ha peraltro condotto da uno studio all'interno della sua stessa casa in cima a una collina nella cittadina di Eagar, nell'Arizona.
Nel 1991 pubblicò un libro intitolato Behold a Pale Horse, diventato influente tra gli argomenti che trattano UFO. Inoltre in esso afferma anche il collegamento tra l'AIDS e lo zampino dell'uomo come principale creatore del virus allo scopo di eliminare minoranze quali omosessuali, neri e ispanici. Nel 2000 l'allora ministro della salute del Sudafrica Manto Tshabalala-Msimang ha ricevuto diverse critiche per aver distribuito il capitolo del libro di Cooper che tratta nello specifico questa argomentazione e di averne discusso agli alti funzionari del governo sudafricano. Anche Nicoli Nattrass, professore di economia e critico da lungo tempo nei confronti dei negazionisti dell'AIDS, ha criticato il ministro per aver prestato legittimità alle teorie di Cooper e a diffonderle in tutto il continente africano.
In esso ha anche affermato che il presidente John F. Kennedy fu assassinato perché era in procinto di rivelare che gli extraterrestri stavano per conquistare la Terra. Secondo un video segreto dell'assassinio che Cooper ha dichiarato di aver scoperto, l'autista della limousine presidenziale, William Greer, ha usato un dispositivo per la pressione del gas sviluppato dagli alieni della Commissione Trilaterale per sparare al presidente dal posto di guida. Il famoso filmato di Abraham Zapruder mostrerebbe Greer che si volta per due volte per guardare nel sedile posteriore della macchina; in quel momento Cooper ha teorizzato che Greer si era rivoltato prima a valutare lo stato di Kennedy dopo l'attacco esterno, quindi a sparare il colpo fatale. Secondo quanto riferito, le teorie cospirative che coinvolgono Greer sono state rese valide dopo la pubblicazione del libro. Il video mostrato da Cooper, che pretende di dimostrare la sua teoria, è stato analizzato da diverse emittenti televisive e secondo una fonte si è scoperto che era stato manipolato mettendo soltanto alcuni frammenti del filmato di Zapruder.
Accusato di evasione fiscale nel 1998, fu emesso un mandato d'arresto nei suoi confronti ma Cooper evitò ripetuti tentativi di obbedire agli ordini. 
Il 5 novembre 2001 i vice-sceriffi della contea di Apache si recarono a casa di Cooper ad Eagar per arrestarlo con l'accusa di aggressione aggravata a mano armata. Da qui si scatenò uno scontro a fuoco, durante il quale Cooper ha sparato a uno degli uomini in servizio alla testa. Cooper verrà poi colpito a morte da un altro di loro. Le autorità federali hanno riferito che Cooper aveva trascorso anni ad eludere l'esecuzione del mandato di arresto del 1998 e, secondo un portavoce del servizio dei marescialli, ha detto che "non sarebbe stato catturato vivo".